# Герць
Герць (герець) — поєдинок українських козаків з ворогами перед боєм, двобій окремих воїнів перед головною битвою, в якому виявлялося військове мистецтво; бій, боротьба між противниками; поєдинок, турнір, двобій, дуель; боротьба думок, поглядів.

## Козацький герць

«Виклик». Запорожці викликають ворога на герць. Картина Антона Кандаурова

Група відчайдухів та сміливців серед запорізьких козаків перед боєм виходила зі строю та наближалася до супротивника ближче ніж на відстань пострілу рушниці і починали лайкою або жестами знущатись і кепкувати з ворога, доводячи його до люті та сказу викликаючи напруженість і знервованість у лавах ворога. Часто при цьому наражаючи себе на рушнично-гарматний вогонь, що інколи призводило до загибелі сміливців.
Враховуючи специфіку козацького війська, зі своєрідною формою військової дисципліни і відсутністю писаних статутів, ця військова традиція була виключно їхньою характерною ознакою. Так, наприклад, поляки, татари та інші вороги запорозького козацтва герця не мали та подібні акції не практикували.
Проте окрім кепкування із супротивника на герць покладалися також й інші практичніші завдання. Герць виконував також функції бойового розвідувального дозору в сучасному розумінні. Козаки часом також зустрічали авангард супротивника й на місці давали йому відсіч.

## Приклади герцю
- Уманський полковник Іван Ганжа, попередньо здійснивши кілька успішних герців, загинув на герці у ході Пилявецької битви 1648 року.
- У 1656 році під час облоги Старого Бихова на герці загинув наказний гетьман Війська Запорізького Іван Золотаренко.[2]

## У кінематографі
Сцени герцю час від часу відтворюються в кінофільмах про козацький період історії України:
- Вогнем і мечем
- Пан Володийовський

Інтернет-видання ProUA у статті під заголовком «Проти Бульби на герць послали Хмельницького» протиставляє російському агітпропу «Тарас Бульба» український фільм «Богдан Зиновій Хмельницький».